# Flying Down to Rio
Flying Down to Rio is een Amerikaanse musicalfilm uit 1933 met in de hoofdrol Dolores del Río, Gene Raymond, Ginger Rogers en Fred Astaire. De film heeft een opvallende scène waarin danseressen op vliegtuigvleugels over de stad vliegen.
De film speelt voor een groot deel in de Braziliaanse stad Rio de Janeiro maar werd, op enkele beelden na, volledig opgenomen in de Verenigde Staten.

## Rolverdeling
| Acteur            | Personage               |
| ----------------- | ----------------------- |
| Dolores del Río   | Belinha De Rezende      |
| Gene Raymond      | Roger Bond              |
| Raul Roulien      | Julio Ribeiro           |
| Ginger Rogers     | Honey Hales             |
| Fred Astaire      | Fred Ayres              |
| Blanche Friderici | Dona Elena              |
| Walter Walker,    | Belinha's vader         |
| Etta Moten        | Carioca-znager          |
| Roy D'Arcy        | Lid Grieks goksyndicaat |
| Maurice Black     | Lid Grieks goksyndicaat |
| Armand Kaliz      | Lid Grieks goksyndicaat |
| Paul Porcasi      | burgemeester            |
| Reginald Barlow   | Alfredo Vianna          |
| Eric Blore        | Mr. Butterbass          |
| Franklin Pangborn | Hammerstein             |